# Odostomia attenuata
Odostomia attenuata är en snäckart som först beskrevs av Dall 1892.  Odostomia attenuata ingår i släktet Odostomia och familjen Pyramidellidae. Inga underarter finns listade i Catalogue of Life.